# Dezdemona
Desdemona (također Uran X) je prirodni satelit planeta Uran, iz grupe manjih unutarnjih pravilnih, s oko 64 kilometara u promjeru i orbitalnim periodom od 0.473649597 ± 0.000000014 dana.